# Settimo Vittone
Settimo Vittone est une commune de la ville métropolitaine de Turin dans le Piémont en Italie.

## Administration
| Période                                  | Période  | Identité      | Étiquette | Qualité |
| ---------------------------------------- | -------- | ------------- | --------- | ------- |
| 14 juin 2004                             | En cours | Mauro Peretto | civica    |         |
| Les données manquantes sont à compléter. |          |               |           |         |

### Hameaux
Cesnola, Torredaniele, Montestrutto

### Communes limitrophes
Lillianes, Graglia, Carema, Donato, Quincinetto, Andrate, Tavagnasco, Nomaglio, Borgofranco d'Ivrea, Quassolo